# یرد کوخردی
یُرد کُوخِردی روستای کوچکی از توابع بخش مرکزی شهرستان گاوبندی
در استان هرمزگان واقع در جنوب ایران.
یُرد کوخردی در چهار کیلومتری یرد خردو واقع شده‌است.

## وجه تسمیه
ساکنین این روستا در زمان خیلی دور از کوخرد «سیبه» مهاجرت کرده‌اند و در پارسیان سکنا شده‌اند.
همچنان با مهاجرت گروه دیگر از کوخردیان که در آن دوران از کوخرد (سیبه) مهاجرت کرده بودند و در منطقه فرامرزان و در روستایی به نام کنار سیاه در منطقه فرامرزان ساکن شده‌اند.
هجرت این دو گروه از کوخرد به این مناطق بعلت خرابی سیبه بوده در ایام شورش و حمله صادق خان به این منطقه و اشغال وخرابی سیبه از جانب قوای مهاجم صادق خان، و همچنین گروه دیگر نیز از کوخردیان «سیبه» به عمان و زنگبار و مومبای (بمبئی) مهاجرت کرده‌اند بعد از خرابی سیبه در آن دوران، بنابراین نام این مناطق به نام محلهٔ اصلی خودشان نامگذاری کرده‌اند. در عمان و زنگبار از نوه‌های کوخردیان مهاجر باقی هستند.
شهرسیبه (کوخرد) یکی از شهرهای باستانی شهرستان بستک در غرب استان هرمزگان در جنوب ایران واقع شده‌است. این شهر تاریخی (ساسانی) در بخش کوخرد واقع می‌باشد. بخشی از این شهر تاریخی در حال حاضر زیر دهستان کنونی «کوخرد» مدفون است و روی بخش دیگری از آن گورستان، دهستان کوخرد قرار گرفته‌است. باستان‌شناسان از آن به عنوان شهر فراموش شده ساسانیان یاد می‌کنند، وسعت شهر باستانی سیبه از جانب باستان‌شناسان به ۴۰ هکتار تخمین شده‌است…

## جمعیت
جمعیت آن در حدود ۲۵۹ نفر (۲۷خانوار) است، دارای مسجد، آب‌انبار (برکه)، دبستان، وخانه بهداشت أست. از اهل سنت از شاخه شافعی هستند یعنی از پیروان امام محمد ادریس شافعی می‌باشند، همچنین دارای ۱۵۰ اصله نخل دیم و ۵۰ من زمین زیر کشت دیم دارد.

## پیشه
پیشهٔ مردم روستا دامداری وکشاورزی است و از این راه امرار معاش می‌کنند.

## فهرست منابع و مآخذ
- محمدیان، کوخری، محمد، به یاد کوخرد ج۲. چاپ اول، دبی: سال انتشار ۲۰۰۳ میلادی.
- الوحیدی الخنجی، حسین بن علی بن احمد،  «تاریخ لنجه»،  چاپ دوم، دبی: دارالأمة للنشر والتوزیع، ۱۹۸۸ میلادی.
- محمد صدیق، عبدالرزاق،  «صهوة الفارس فی تاریخ عرب فارس»،  چاپ اول، شارجه: چاپ خانه المعارف، ۱۹۹۳ میلادی.
- الکوخردی، محمد، بن یوسف، (کُوخِرد حَاضِرَة اِسلامِیةَ عَلی ضِفافِ نَهر مِهران Kookherd, an Islamic District on the bank of Mehran River) چاپ سوم، دبی: سال انتشار ۱۹۹۷ مبلادی به (عربی).
- العصیمی، محمد بن دخیل،  عرب فارس،  چاپ اول، دمام (عربستان سعودی): انتشاراتی الشاطیء الحدیثة، ۱۴۱۸ هجری قمری.
- حاتم، محمد بن غریب، تاریخ عرب الهولة،  چاپ اول، قاهره: دارالعرب للطباعة والنشر والتوزیع، ۱۹۹۷ میلادی.
- بختیاری، سعید،  «اتواطلس ایران» ، “ مؤسسه جغرافیایی وکارتگرافی گیتاشناسی، بهار ۱۳۸۴ خورشیدی.
- کامله، القاسمی، بنت شیخ عبدالله، (تاریخ لنجة)  مکتبة دبی للتوزیع، الامارات:، چاب دوم، انتشار سال ۱۹۹۳ میلادی. (به عربی).